# 디안 케크트
디안 케크트(아일랜드어: Dian Cécht→격렬한 힘)는 켈트 신화의 투어허 데 다넌 신족에 속한 치유와 의술의 신으로, 목이 잘리거나 뇌나 척추가 부서지지 않은 한 그는 어떤 상처라도 치료할 수 있었다.
디안 케크트는 뛰어난 의사였지만 성격에 큰 문제가 있었다. 디안 케크트는 생명을 경시했으며, 시기·질투심도 많았다.
누아자의 팔을 치료하기 위해 디안 케크트는 7년 동안 은으로 된 팔을 만들어서 누아자에게 붙여 주었다. 은으로 된 팔 속에 다르브 다올(darbh-daol, 투구벌레)이라는 기생충이 들어간 누아자는 나날이 초췌해져 갔다. 어느날 디안 케크트의 아들인 미아흐가 누아자를 찾아와 기생충을 밟아 죽인 후, 돼지치기 모잔의 팔을 잘라 27일 동안 누아자에게 이식하는 수술을 집도했다. 누아자는 미아흐 덕분에 말끔히 나았고, 데 다난의 왕위를 되찾았다.
하지만 미아흐의 아버지였던 디안 케크트는 아들이 자기보다 실력이 뛰어난 치유사라는 것을 알고는 미아흐의 뇌를 쪼개 죽여 버리고 정중하게 장사지내 주었다.

## 같이 보기
- 치유

## 참고 자료
- 다케루베, 노부아키. 《켈트·북구의 신들》. 판타지 라이브러리 2. 들녘. 82쪽 ~ 88쪽. ISBN 89-7527-172-2., ISBN 89-7527-172-2